# Бичихін Опанас Олексійович
Опанас Олексійович Бичихін (нар. 17 липня 1865, Бердянськ — пом. 13 жовтня 1933, Одеса) — агроном-дослідник. Професор з 1924 року.

## Біографія
Народився 5 (17) липня 1865 року в місті Бердянську в родині священника. Навчався в Бердянській чоловічій гімназії. 1890 року закінчив природне відділення фізико-математичного факультету Новоросійського університету в Одесі. У 1890—1917 роках на педагогічній роботі в тому ж університеті. З 1902 року — організатор, науковий керівник і завідувач Плотянскої сільськогосподарської дослідної станції (село Плоть, нині Рибницького району Молдови). Під його керівництвом опубліковано 13 річних наукових звітів станції, в тому числі по дослідному винограднику. З 1893 року член Товариства сільського господарства Південної Росії, з 1895 по 1910 рік секретар, в 1896—1915 роках і редактор журналу цього товариства (видані 5 випусків праць). З 1918 року викладач кафедри загального і приватного землеробства Одеського сільськогосподарського інституту.
Помер в Одесі 13 жовтня 1933 року.

## Наукова діяльність
Автор понад 90 робіт з агротехніки степового землеробства, виноградарства, ґрунтознавства, агрохімії. Першим в Росії проводив досліди по внесенню на виноградниках мінеральних добрив; організатор дослідної агрономії в країні. Серед робіт:
- Значение защитных насаждений для степной полосы. — Одесса, 1893;
- О культуре масляничного растения земляного гороха или земляной фисташки (Arachis hipogaea) на Юге России. — Одесса, 1898;
- Результаты опытов удобрения виноградников Бессарабии минеральными туками в 1901. — Одесса, 1902;
- Сравнительный опыт посева озимых и яровых пшениц. — Одесса, 1904;
- Наблюдения по культуре виноградной лозы в северной части виноградной зоны. — Одесса, 1905.
- Исследование по вопросу об обеспечении культурных растений усвояемой фосфорной кислотой на черноземе. — Одесса, 1913;
- Влияние паровой обработки почв на урожай хлебов. — Одесса, 1919;
- До питання про вплив мікрорельєфу на врожайність та причини цього // Вісті Одес. с.-г. ін-ту. 1926. Вип. 4 (у співавторстві).